# Barrio San Joaquín la Cabecera
Barrio San Joaquín la Cabecera är ett samhälle i kommunen Ixtlahuaca i den västra delen av delstaten Mexiko i Mexiko. Orten hade 2 847 invånare vid folkräkningen 2010.